# Кулик, Геннадий Васильевич
Генна́дий Васи́льевич Кули́к (20 января 1935, Новосокольнический район, Псковская область — 16 июня 2023, Москва) — российский государственный и политический деятель, депутат Государственной думы I, II, III, IV, V, VI, VII созывов, член фракции «Единая Россия», член комитета Госдумы по бюджету и налогам в Госдуме VI созыва. Член Высшего совета партии «Единая Россия».

## Биография
Родился в ныне не существующей деревне Желомское Новосокольнического района (на территории нынешней Насвинской волости Псковской области) в крестьянской семье.
В 1957 году окончил экономический факультет Ленинградского государственного университета им. А. А. Жданова по специальности «экономика сельского хозяйства».
1957—1965 годы — работал в Новосибирском научно-исследовательском институте экономики сельского хозяйства.
С 1962 года — инструктор Новосибирского обкома КПСС.
С 1964 года — первый заместитель начальника Новосибирского областного управления сельского хозяйства.
1965—1988 годы — работал на различных должностях в Министерстве сельского хозяйства РСФСР. В 1971—1986 годах — начальник Главного планово-экономического управления Министерства сельского хозяйства РСФСР; с 1975 года — член Коллегии Министерства сельского хозяйства РСФСР; в 1986—1988 годах — начальник Главного управления планирования и социально-экономического развития агропромышленного комплекса РСФСР;
Апрель 1988 — август 1989 года — первый заместитель председателя Государственного агропромышленного комитета РСФСР — министр РСФСР.
Август 1989 — июль 1990 года — председатель Государственного агропромышленного комитета РСФСР.
Март 1990 — январь 1992 года — народный депутат СССР от национально-территориального округа № 553, член Верховного Совета СССР.
Июль 1990 — июль 1991 года — первый заместитель председателя Совета Министров РСФСР — министр сельского хозяйства и продовольствия РСФСР (в первом правительстве Ивана Силаева).
В апреле 1991 года подписал договор с фирмой Noga. Судебные споры по данному договору не разрешены по сей день.
В июле—ноябре 1991 года — заместитель Председателя Совета Министров РСФСР — министр сельского хозяйства и продовольствия РСФСР (во втором правительстве Силаева).
С августа 1991 года — член Комитета по оперативному управлению народным хозяйством СССР (де-факто Правительства СССР).
В ноябре—декабре 1991 года — председатель Межреспубликанской продовольственной комиссии СССР; одновременно заместитель председателя Межгосударственного экономического комитета Экономического сообщества.
1992—1993 годы — советник директора фирмы «Инекс-Интерэкспорт».
1993—1996 годы — депутат Государственной Думы первого созыва. Член фракции Аграрной партии России.
С декабря 1995 года — депутат Государственной Думы второго созыва. Заместитель председателя Комитета по бюджету, налогам, банкам и финансам. Член Аграрной партии России.
21 сентября 1998 года — назначен заместителем Председателя Правительства Российской Федерации (Правительство Евгения Примакова). Курировал АПК.
С декабря 1999 года — депутат Государственной Думы третьего созыва (фракция «Отечество — Вся Россия»). Заместитель председателя Комитета по бюджету и налогам, член Комиссии по проблемам реструктуризации, несостоятельности (банкротства) и ликвидации кредитных организаций, член Комиссии по государственному долгу и зарубежным активам Российской Федерации. С 2002 года — председатель Комитета по аграрным вопросам.
С декабря 2003 года — депутат Государственной Думы четвёртого созыва. Председатель Комитета по аграрным вопросам.
2 декабря 2007 года избран депутатом в Государственную Думу пятого созыва в составе федерального списка кандидатов, выдвинутого Всероссийской политической партией «Единая Россия». Заместитель председателя Комитета ГД по бюджету и налогам.
4 декабря 2011 года избран депутатом в Государственную Думу шестого созыва в составе федерального списка кандидатов, выдвинутого Всероссийской политической партией «Единая Россия».
18 сентября 2016 года избран депутатом Государственной думы Российской Федерации седьмого созыва по федеральному списку от партии «Единая Россия» (№ 4 в региональной группе № 24, Владимирская область, Воронежская область, Липецкая область, Рязанская область). 11 февраля 2020 года досрочно сложил с себя депутатские полномочия.
C 12 февраля 2020 года — советник председателя Госдумы по вопросам развития сельского хозяйства.
Женат, имеет сына. По оценкам политологов, близкое знакомство с западной экономикой сформировали Г. Кулика как сторонника рыночного агробизнеса с сильной государственной агрополитикой.
Скончался 16 июня 2023 года в возрасте 88 лет. Прощание состоялось 21 июня в траурном зале Центральной клинической больницы в Москве. Похоронен на Троекуровском кладбище (участок 34).

## Законотворческая деятельность
С 1994 по 2019 год, в течение исполнения полномочий депутата Государственной Думы I, II, III, IV, V, VI и VII созывов, выступил соавтором 241 законодательной инициативы и поправки к проектам федеральных законов.

## Награды
- Орден Дружбы (26 августа 2016) — за активную законотворческую деятельность и многолетнюю добросовестную работу[23]
- Медаль Столыпина П. А. II степени (14 ноября 2011)
- Орден «За заслуги перед Отечеством» III степени (25 января 2010) — за заслуги в законотворческой деятельности и развитии российского парламентаризма[24]
- Орден «За заслуги перед Отечеством» IV степени (20 апреля 2006) — за активное участие в законотворческой деятельности и многолетнюю добросовестную работу[25]
- Герой Калмыкии (2005)
- Ордена Белого Лотоса (2005)
- Орден Почёта (10 декабря 2001) — за высокие достижения в производственной деятельности, большой вклад в укрепление дружбы и сотрудничества между народами и многолетнюю добросовестную работу[26]
- Почётная грамота Правительства Российской Федерации (1999)
- Почётная грамота Правительства Российской Федерации (6 мая 2008) — за заслуги в законотворческой деятельности и активное участие в развитии парламентаризма в Российской Федерации[27]
- Благодарность Правительства Российской Федерации (26 января 2010) — За активное участие в развитии парламентаризма и многолетний добросовестный труд[28]
- Благодарность Президента Российской Федерации (13 декабря 2003) — за активную законотворческую деятельность[29]
- Благодарность Президента Российской Федерации (18 октября 2007) — за активное участие в законотворческой деятельности[30].
- Почётный гражданин Республики Калмыкия (3 июня 1997) — за особый вклад в социально-экономическое и культурное развитие[31]
- Заслуженный экономист РСФСР (11 января 1985) — за заслуги в области экономической работы и многолетний добросовестный труд[32]
- Орден «Знак Почёта»[3]
- Орден Трудового Красного Знамени
- Орден Трудового Красного Знамени

## Сведения о собственности и доходах
Согласно официальным данным, доход Кулика за 2011 год составил 4,082 млн рублей. Кулику совместно с супругой принадлежат 4 земельных участка общей площадью более 9 тыс. квадратных метров, 3 жилых дома и 2 квартиры.

## Критика

### Обвинения в табачном лоббизме
Обвиняется в лоббировании интересов табачных компаний. В этой связи 8 октября 2012 года в комиссию Госдумы по депутатской этике и в ФСБ был направлен запрос о проверке деятельности Геннадия Кулика, а также депутатов Надежды Школкиной и Сергея Штогрина, на предмет лоббирования деловых интересов крупных международных компаний табачной индустрии.
В 2002 году Г. В. Кулик в должности председателя Комитета Госдумы по аграрным вопросам поддержал просьбы табачной индустрии разрешить продать огромное количество находившихся на складах пачек сигарет без предупредительных надписей, нарушающих принятый в 2001 году закон «Об ограничении курения табака» (Федеральный закон от 10 июля 2001 г. № 87-ФЗ предусматривал обязательное наличие предупредительной надписи на пачке).
В 2006 году в должности председателя комитета Думы по аграрным вопросам. Г. В. Кулик вместе с депутатами Иваном Саввиди (владельцем компании «Донской табак») и Айратом Хайруллиным инициировал рассмотрение в Государственной Думе РФ законопроекта № 350316-4 от 19.10.06 «Технический регламент на табачную продукцию», разработанного ассоциацией производителей табачной продукции «Табакпром», где разрешалось использовать химические добавки, запрещенные в других странах, писать на пачках «легкие» и «суперлегкие», и стало необязательным наносить устрашающие картинки. Директор НИИ канцерогенеза РАМН, президент Противоракового общества России Давид Заридзе охарактеризовал этот технический регламент как «преступление».